# 科奇奇涅
51°0′14″N 27°32′12″E / 51.00389°N 27.53667°E
科奇奇涅（烏克蘭語：Кочичине），是烏克蘭北部的村莊，隸屬日托米爾州的茲維亞赫爾區。該村面積0.35平方公里，海拔高度196米，2001年人口314，人口密度每平方公里897.14人。